# Moritake Tanabe
Moritake Tanabe (田辺 盛武, Tanabe Moritake) (26 février 1889 - 10 juillet 1949) est un général de l'armée impériale japonaise qui fut exécuté après la guerre par les autorités coloniales néerlandaises d'Indonésie pour crimes de guerre. Il est le beau-frère du général Hitoshi Imamura.

## Biographie
Né dans la préfecture d'Ishikawa, Tanabe sort diplômé de la 22e promotion de l'académie de l'armée impériale japonaise en 1910 puis de la 30e promotion de l'école militaire impériale du Japon en 1918. Ses camarades de classe à l'école militaire sont entre autres Kanji Ishiwara et Korechika Anami.
Après avoir été instructeur à l'école d'infanterie de Toyama de 1933 à 1934, Tanabe devient chef de la section de mobilisation économique au ministère de la Guerre. Il retourne sur le terrain comme commandant du 34e régiment d'infanterie de 1936 à 1937 avant de retourner à l'école de Toyama comme commandant de l'établissement.
Au début de la seconde guerre sino-japonaise en 1937, Tanabe est nommé chef d'État-major de la 10e armée. Il devient commandant de l'école de chars en 1938, puis de la 41e division en 1939 et chef d'État-major de l'armée régionale japonaise de Chine du Nord en 1941.
Tanabe est rappelé au Japon de 1941 à 1943 pour servir comme vice-chef de l'État-major de l'armée impériale japonaise et est à ce poste au moment de l'attaque sur Pearl Harbor contre lequel il s'oppose vigoureusement. Une fois la guerre déclarée, il favorise une stratégie défensive visant à leurrer les alliés avec des campagnes loin de leurs bases dans l'espoir d'étirer leurs lignes à l'avantage du Japon. Il participe à mettre fin au massacre des forces japonaises à la bataille de Guadalcanal.
Comme la situation commence à se détériorer pour le Japon sur le front sud de la guerre du Pacifique, Tanabe est envoyé sur l'île de Sumatra en Indonésie pour prendre la tête de la 25e armée au sein de la 7e armée régionale à Fort de Kock en avril 1943. Il reste à ce poste pour le restant de la guerre. Tanabe a des réserves sur le rôle grandissant du mouvement nationaliste indonésien sur l'île de Java mais répond à la « promesse de Koiso » d'offrir une grande autonomie et une possible indépendance de l'Indonésie en établissant le comité central de conseil de Sumatra et forme des habitants locaux à des fonctions administratives. Il tente cependant de prendre de la distance avec la politique locale autant que possible.
À la fin de la guerre, il est arrêté par les autorités coloniales néerlandaises et est envoyé à Medan où il passe devant un tribunal de guerre pour crimes de guerre en rapport avec le traitement des prisonniers de guerre alliés sous son commandement. Il est condamné à mort le 30 décembre 1948 et exécuté le 10 juillet 1949.